# Dúrcal (Guadalfeo)
Le Dúrcal, appelé Ízbor dans sa partie aval, est un cours d'eau espagnol affluent du Guadalfeo et qui coule sur la province de Grenade, Andalousie.

## Hydronyme
Le cours d'eau est appelé Dúrcal dans sa partie amont.
Il devient l'Ízbor en aval de la confluence de l'Albuñuelas (es) sur la commune de El Valle, et garde ce nom jusqu'à sa confluence avec le Guadalfeo au réservoir de Rules (es).
Le nom d'Izbor vient du village d'Ízbor (es) sur la commune de El Pinar, comarque Vallée de Lecrín.

## Communes traversées
Sous le nom de Dúrcal
- Dúrcal, source
- Villamena
- Lecrín
- El Valle

Sous le nom d'Ízbor
- (El Valle)
- Lecrín (de nouveau)
- El Pinar (dont le village d'Ízbor (es))
- Lanjarón (dans le réservoir de Rules (es)), confluence partagée avec El Pinar

De ces six communes de la province de Grenade, les cinq premières sont dans la comarque Vallée de Lecrín et la dernière, Lanjarón, dans la comarque Alpujarra grenadine.

## Son cours

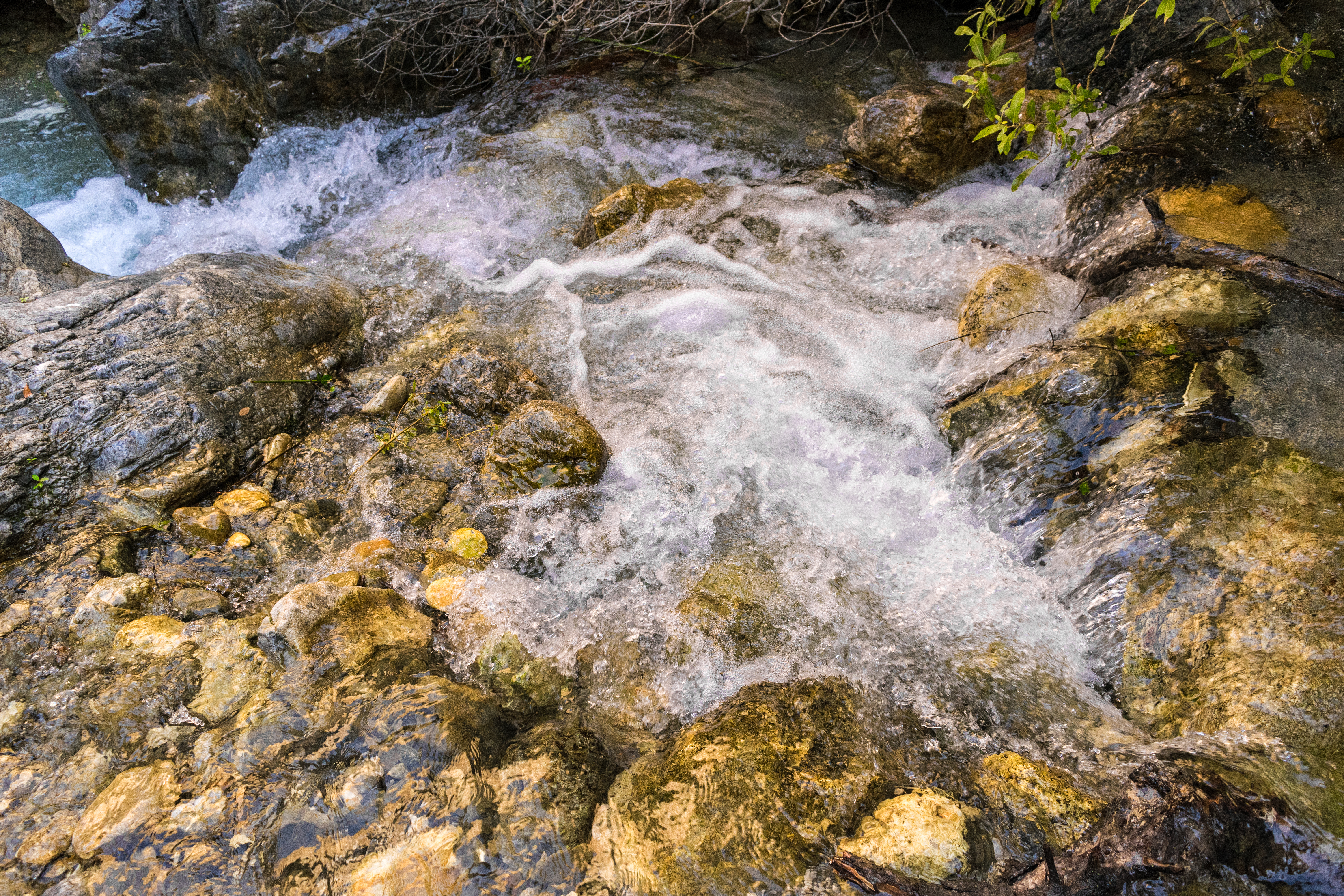
Le Dúrcal dans la montagne en amont de la ville de Dúrcal

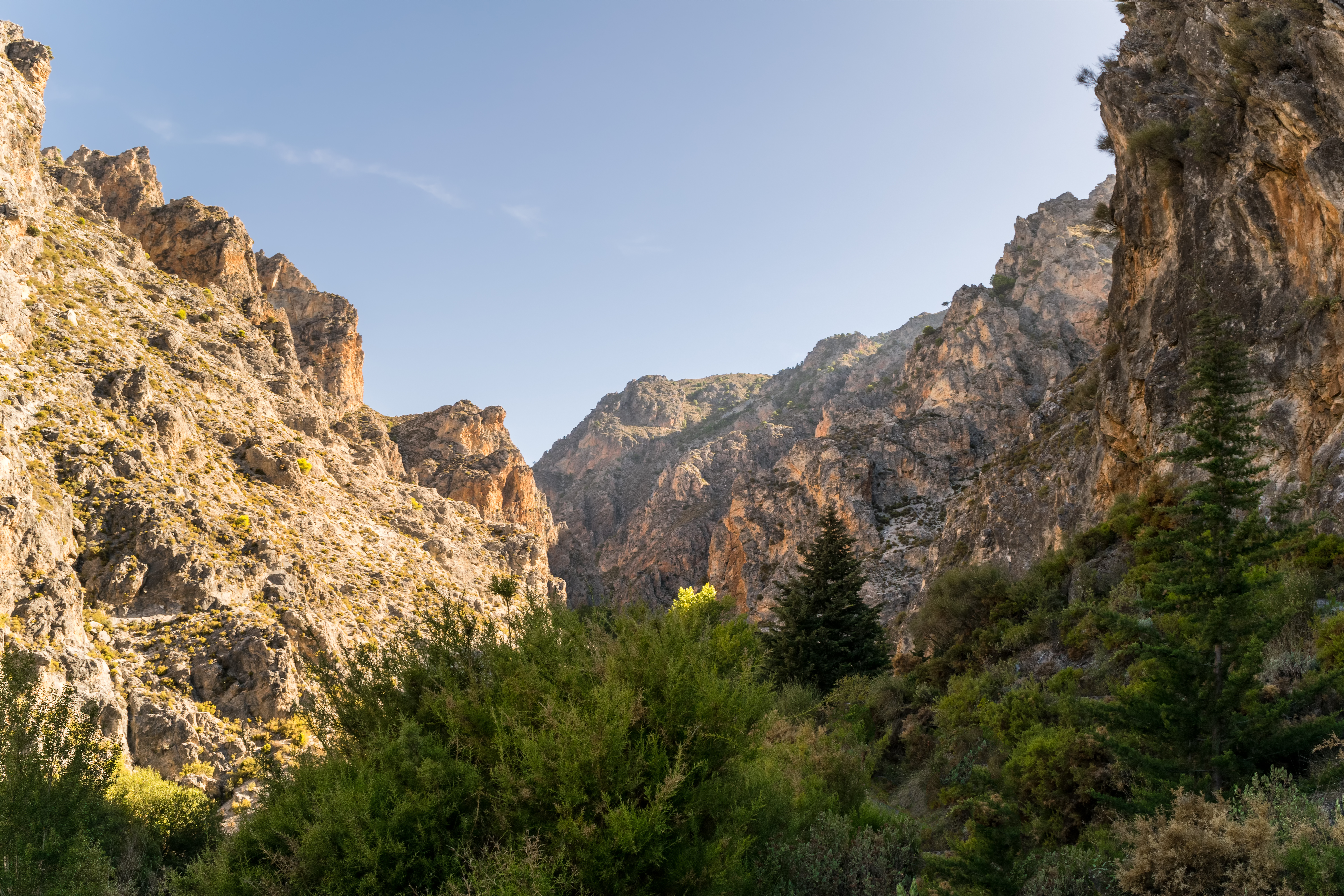
Vallée du Dúrcal, environ 2 km en amont de la ville de Dúrcal

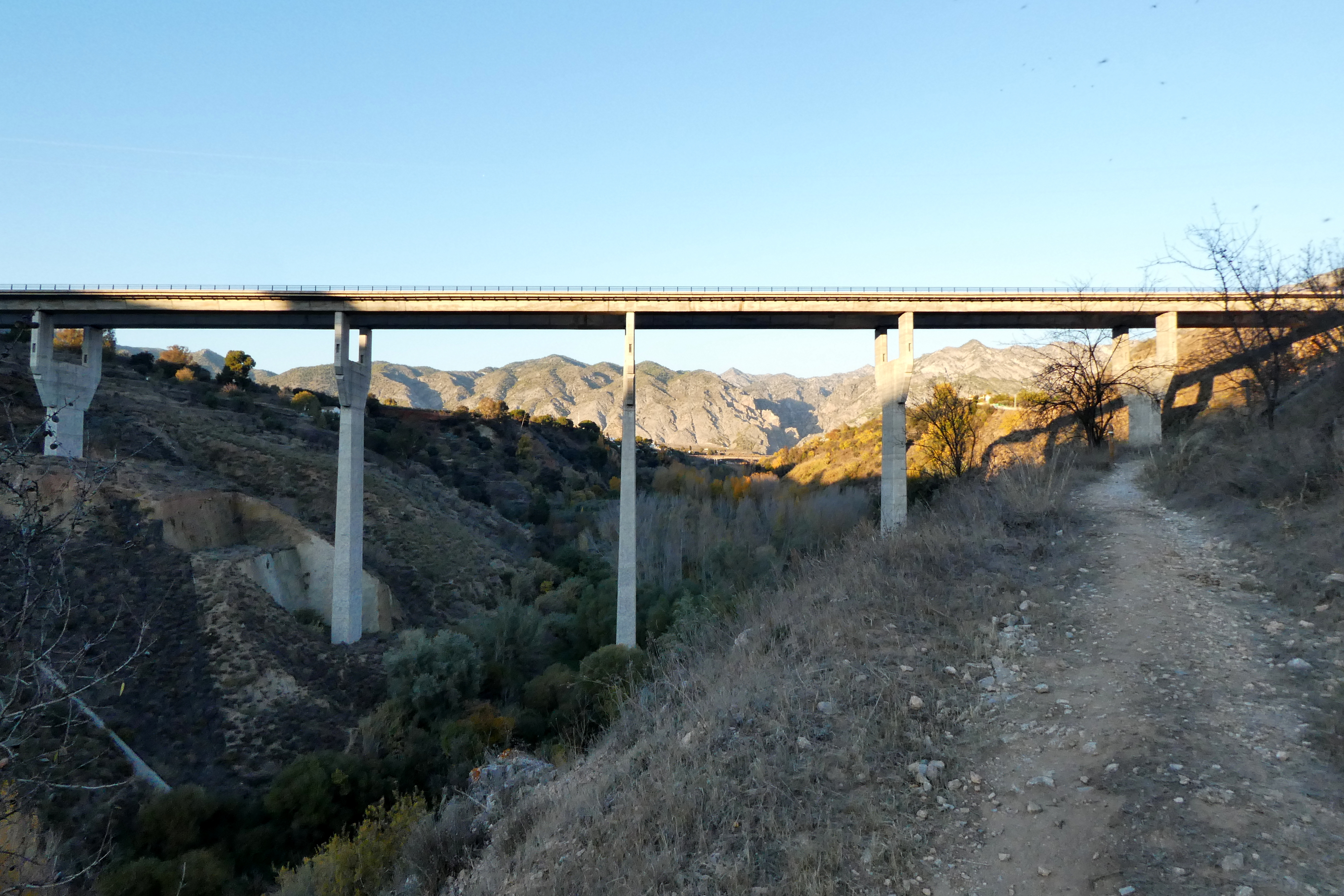
Pont de l'A-44 sur le Durcal à l'ouest de la ville de Dúrcal

### Sous le nom de Dúrcal

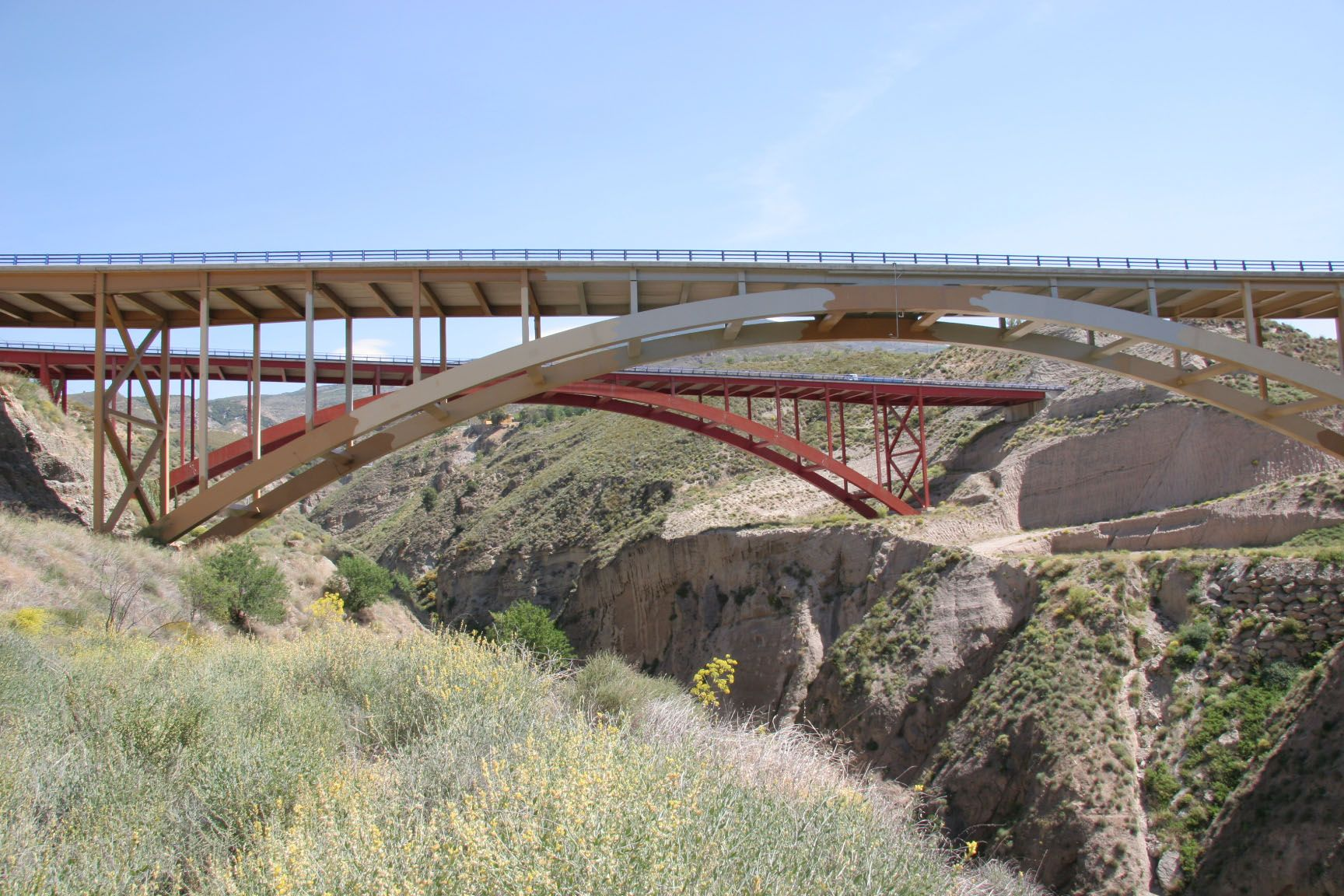
Ponts jumeaux de l'A-44 sur le Tablate qui conflue en aval du

Le Dúrcal prend source tout au nord de la commune de Dúrcal, dans le parc national de la sierra Nevada, sur le flanc ouest du mont Tozal del Cartujo (es). L'une de ses branches naît dans un petit étang au Prado del Cabrero, l'autre au Prados del Nacimiento. Ces deux branches se dirigent vers le nord-ouest mais dès qu'elles se rejoignent, le cours d'eau résultant se dirige vers l'ouest et, rapidement, vers l'ouest-sud-ouest. Moins de 4 km plus loin, il marque la limite du parc national pendant environ 4 km.
Noter que le Tozal del Cartujo (es) est l'un des monts d'une grande ligne de partage des eaux : le Dúrcal prend source sur le flanc ouest du cette montagne et rejoint le fleuve Guadalfeo, qui débouche dans la Méditerranée ; et à moins de 1 km au nord-est de sa source, sur le flanc nord du Tozal del Cartujo, se forment les petits barrancos qui vont nourrir le Dílar (es), affluent du Genil et sous-affluent du Guadalquivir qui rejoint l'Atlantique.
Depuis sa naissance et jusqu'à ce qu'il quitte le parc national, il reçoit plusieurs petits barrancos, parmi lesquels :
le barranco de las Pedrizas (rive gauche) ;
le barranco de la Cerecera (rive gauche) ;
le barranco del Espinar (rive droite) ;
le barranco de los Tejos (rive gauche, en limite du parc Sierra Nevada), qui a lui-même un petit affluent de rive gauche : le barranco de la Cantina ; tous deux sont intersectés par le canal de Dúrcal. Mais plus en amont, ils sont aussi tous deux intersectés par la seguia (acequia) de los Hechos (voir plus bas) ;
le barranco de la Magara (rive droite, en limite du parc Sierra Nevada) ;
le barranco de las Viboras (rive droite, en limite du parc Sierra Nevada) ;
le barranco de los Ramblones (rive gauche, en limite du parc Sierra Nevada), qui prend source à partir du canal de Dúrcal ;
la rambla de Dilar (rive droite, conflue à la limite du parc Sierra Nevada, là où le Dúrcal quitte le parc)
Quand il quitte le parc, son cours s'infléchit vers le sud-sud-ouest. 
Environ 500 m plus loin il reçoit :
le barranco de las Higueras en rive gauche (côté est).
Moins de 800 m plus loin se trouve la cascade de los Bollos. Puis il reçoit :
la rambla de Dúrcal (rive gauche), assez longue (elle approche les 10 km de longueur) pour rencontrer, loin en amont, le canal de Dúrcal ;
le barranco de los Lobos (rive droite).
Moins de 2 km en aval de la confluence du barranco de los Lobos, le Dúrcal est enjambé par un trio de ponts qui inclut, encadrant le pont de la N-323a, un pont en béton côté amont et, en aval, le fameux pont ferroviaire du Gor et du Dúrcal (es), premier pont à cantilever construit en Espagne pour le chemin de fer.

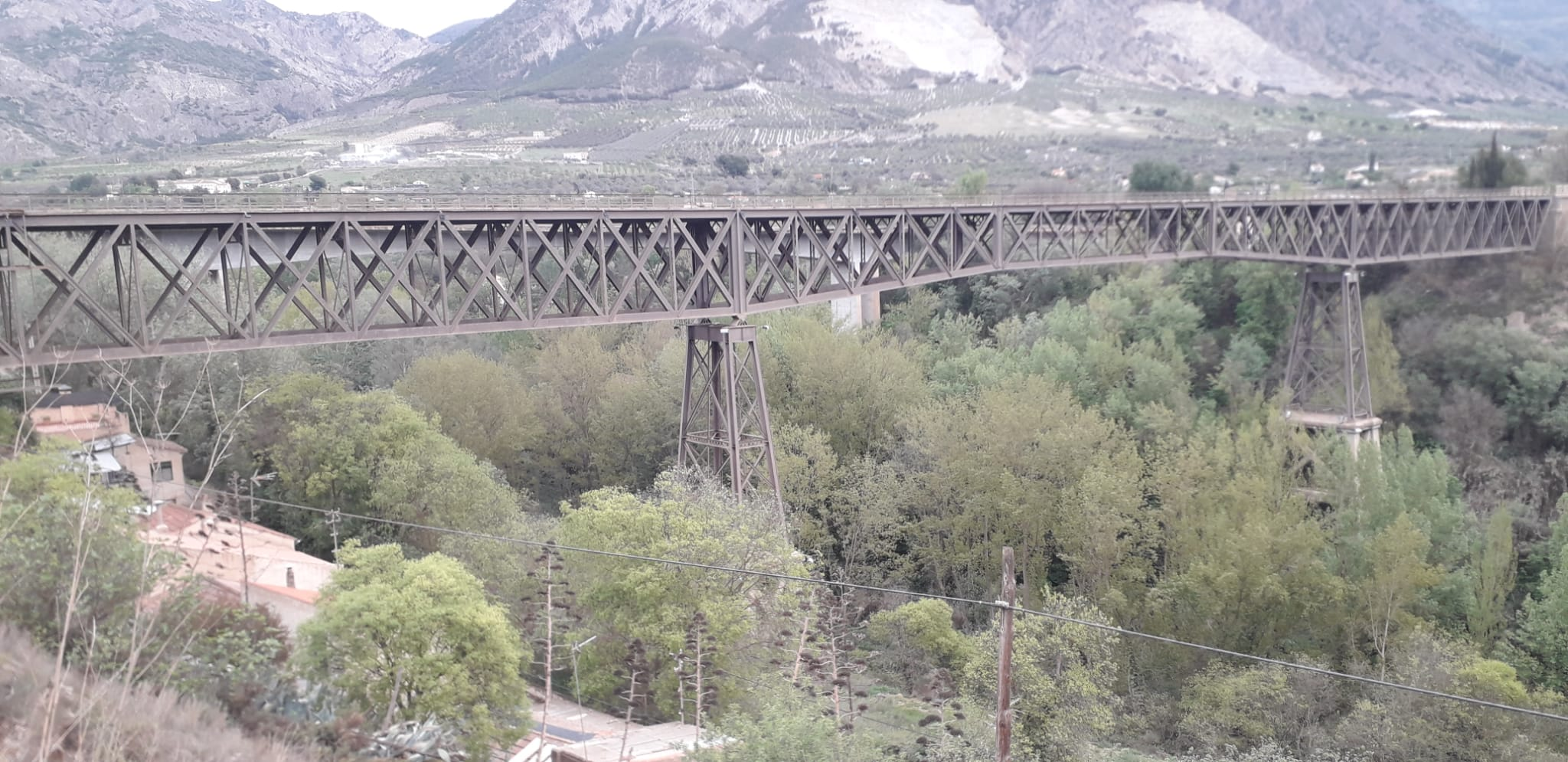
Pont ferroviaire du Gor et du Dúrcal, sur le Dúrcal

Le Dúrcal passe ensuite entre le bourg de Dúrcal (à l'est) et Cozvijar (es) (500 m à l'ouest, sur Villamena), et commence à marquer la limite de commune avec Villamena. Il passe le pont de la A-44, puis rencontre :
l'arroyo Laguna (rive droite) ;
l'arroyo del Alcázar (rive droite), qui a une cascade de 10 m de hauteur environ 50 m avant la confluence.
Le Durcal offre ensuite la baignade du Baño Chico environ 80 m après la confluence de l'Alcázar, suivie de la grotte des Riscos (cueva de los Riscos) et la grotte Verte (cueva Verde) moins de 200 m avant la confluence du barranco del Baño. Puis il rencontre :
le barranco del Baño (rive gauche), sur lequel on trouve la baignade du Baño Grande environ 200 m avant sa confluence avec le Dúrcal ;
le barranco del Agua (rive droite), à la hauteur de Cónchar (es) (commune de Villamena).
Il passe sur la commune de Lecrín, où il arrose le côté ouest du château de Lojuela (es), lequel se trouve à environ 1 km à l'ouest de Murchas (es) (toujours sur Lecrín).

Peu après, il passe sur la commune de El Valle où il reçoit près du village de Restábal (es) :
l'Albuñuelas (es) (rive droite, environ 15 km),

### Sous le nom d'Ízbor

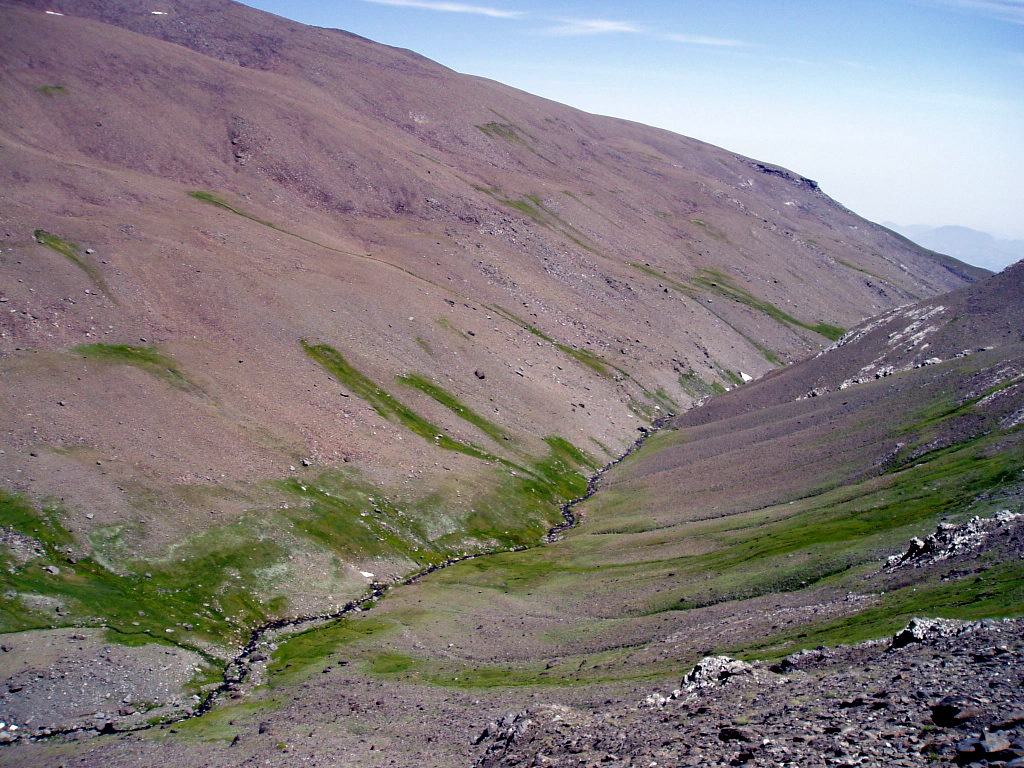
Le Lanjarón à ses débuts dans la sierra Nevada

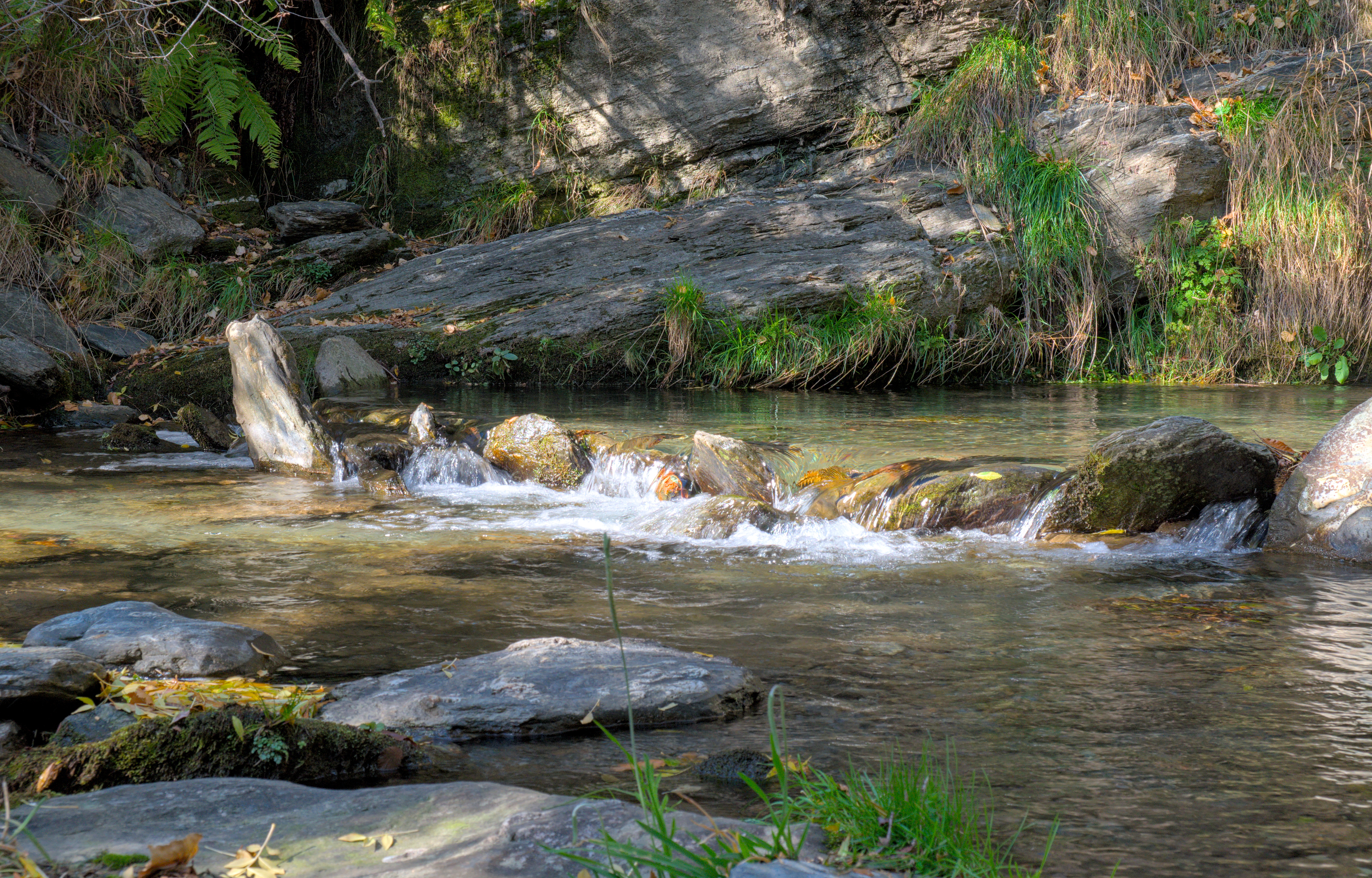
Le Lanjarón en amont du village de Lanjarón

Il rencontre successivement :
le Torrente (es) (rive gauche), environ 15,5 km, conflue juste au début du réservoir de Béznar (es).
Il alimente le réservoir de Béznar (sur El Valle puis sur Lecrín), dans lequel il reçoit entre autres :
le barranco de Chite (rive gauche), conflue (dans le réservoir de Béznar) juste à l'ouest du village de Béznar (es) (commune de Lecrín). Ce ruisseau saisonnier arrose Mondújar (es), Talará (es), Chite (es) et Béznar ; il a un affluent, le barranco de la Fuentezuela, notablement plus long mais qui n'arrose aucun village.
Sortant du réservoir de Béznar, il reçoit :
Le Tablate (rive gauche), qui mérite une mention particulière.
Le Tablate commence dans le nord de la commune de Lecrín, en rassemblant quelques ruisseaux de la sierra Nevada (eux aussi sur la commune de Lecrín). Il coule vers le sud et marque une bonne partie de la limite de commune entre Lecrín à l'ouest et El Pinar à l'est. Arrivé à moins de 500 m à l'est du réservoir de Béznar (es), le Tablate conflue en rive gauche de l'Izbor qui, lui, vient de sortir du réservoir. 

Dans la section de son parcours partagée entre Lecrin et El Pinar, noter près du village de Tablate (es) le trio de ponts (chacun partagé entre Lecrin du côté ouest et El Pinar du côté est) dont l'un est l'ancien pont nazari (es) du début du XVIe siècle, classé "bien d'intérêt culturel" (bien de interés cultural). Alonso de Santa Cruz le cite dans sa Chronique des Rois Catholiques (Crónica de los Reyes Católicos) à propos de la reconquête en 1491. Les deux autres ponts sont celui de la N-323a (XIXe siècle) et celui plus récent de la A-348 (es). À cet endoit, le Tablate a creusé une gorge profonde avec des parois quasi verticales,.

Trio de ponts sur le Tablate
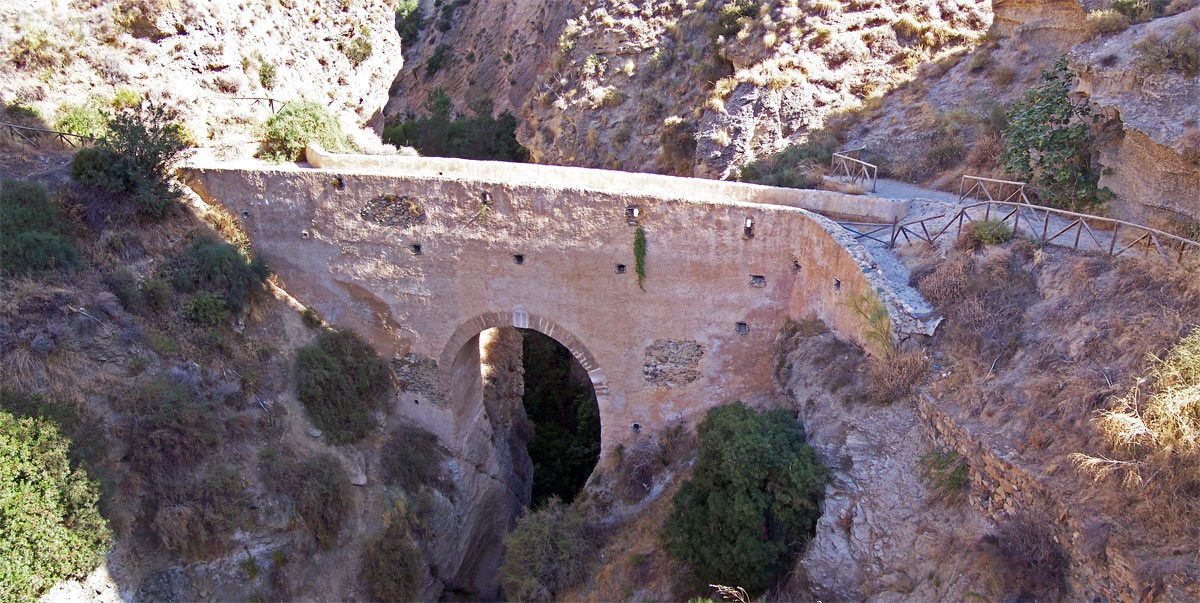
Pont nazari (es) sur le Tablate
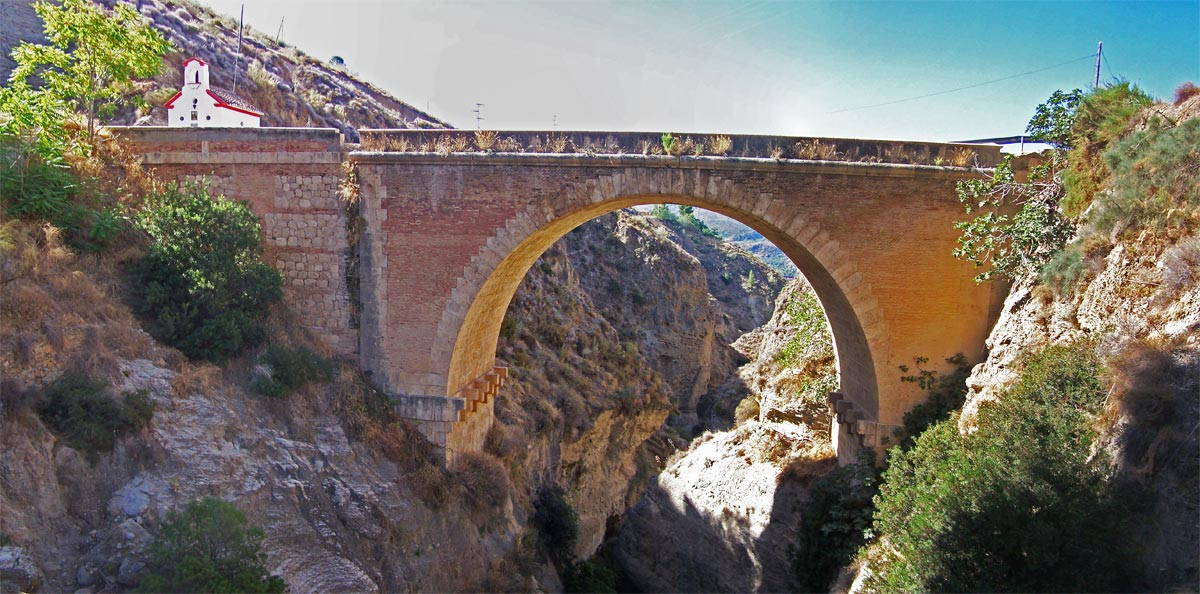
Pont de la N-323a sur le Tablate (XIXe s.) : deuxième du trio de ponts, vu depuis le pont nazari au nord

Environ 500 m après la confluence du Tablate, l'Ízbor passe sur El Pinar puis arrose les villages d'Ízbor (es), Acebuches (es).
le Lanjarón (es) (rive gauche), environ 21 km, conflue au début de la branche nord-ouest du réservoir de Rules (es) formée par l'Ízbor ;
L'Ízbor conflue avec le Guadalfeo dans le réservoir de Rules (es), dans la branche du réservoir partagée entre El Pinar et Lanjarón.

Section de l'Izbor
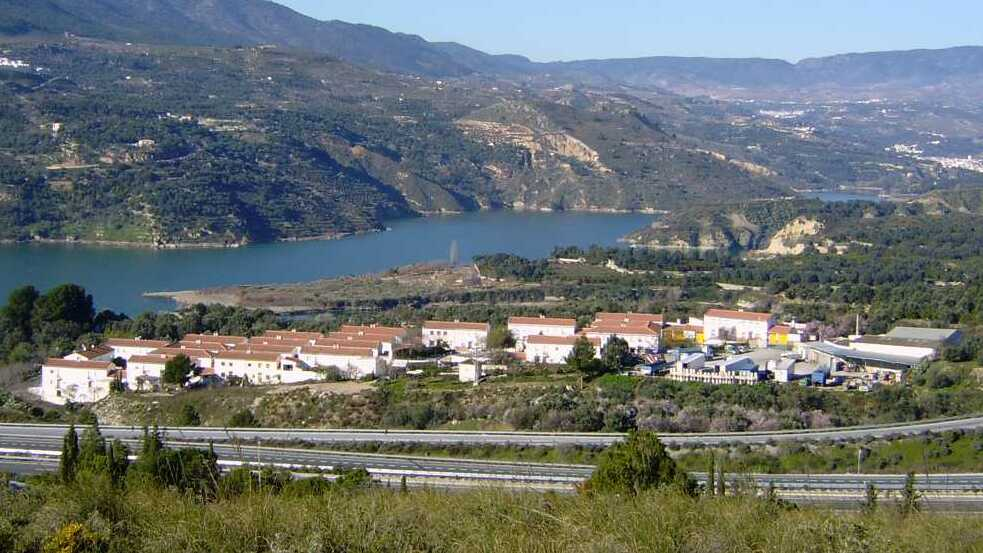
Peloteos (es) et réservoir de Béznar (es) (le barrage est sur la gauche)
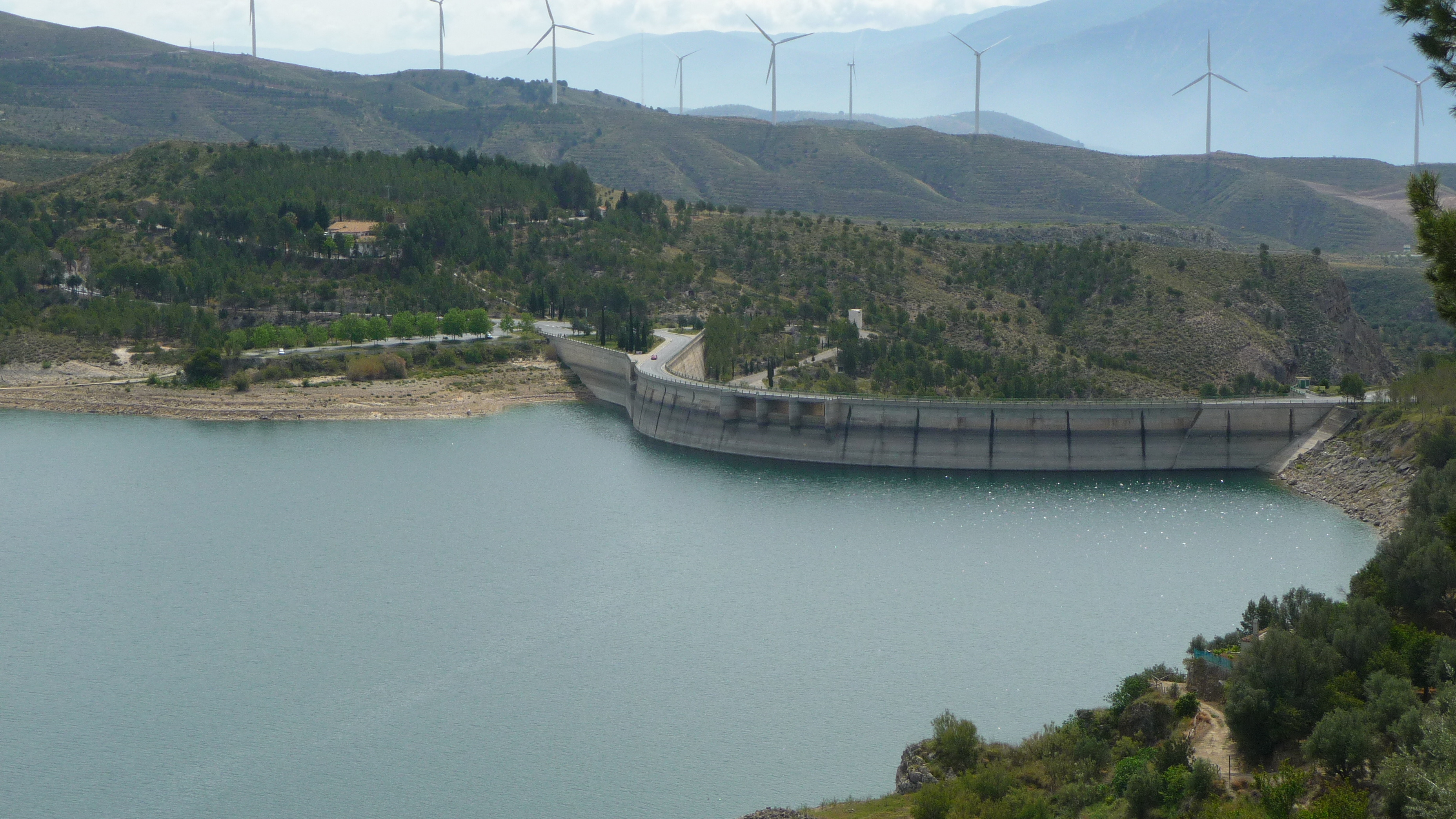
Barrage du réservoir de Béznar (es), principalement sur Lecrín ; les éoliennes sont sur El Pinar et Lanjarón
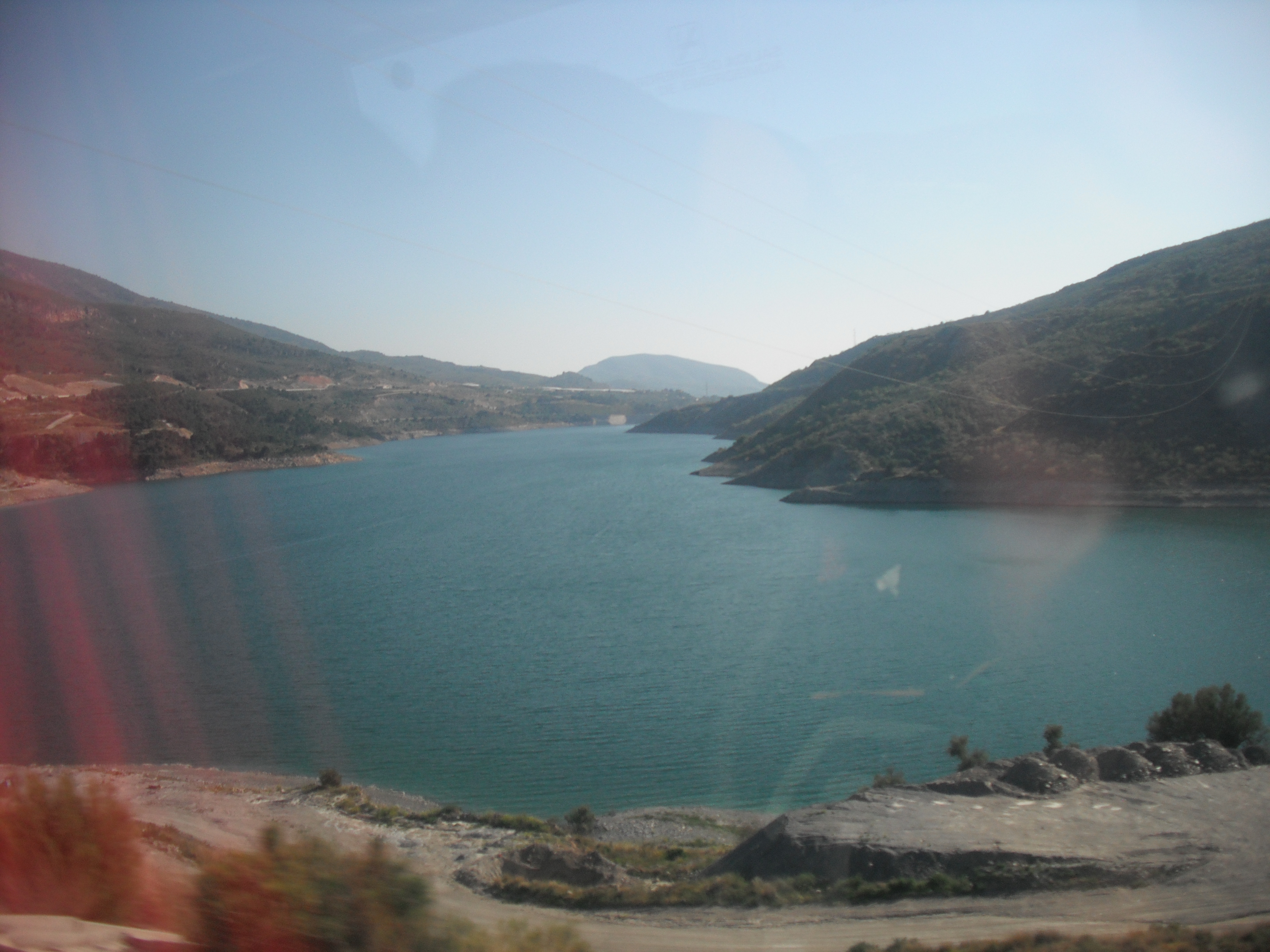
Réservoir de Rules (es) : confluence de l'Izbor (venant de la branche nord-ouest à droite) et du Guadalfeo (venant de la branche sud-ouest à gauche)